# 12415 Wakatatakayo
12415 Wakatatakayo este un asteroid din centura principală de asteroizi.

## Descriere
12415 Wakatatakayo este un asteroid din centura principală de asteroizi. A fost descoperit pe 22 septembrie 1995 la Kitami de Kin Endate și Kazuro Watanabe. Asteroidul prezintă o orbită caracterizată de o semiaxă mare de 2,28 ua, o excentricitate de 0,17 și o înclinație de 4,7° în raport cu ecliptica.